# Mycalesis dekeyseri
Mycalesis dekeyseri är en fjärilsart som beskrevs av Condamin 1958. Mycalesis dekeyseri ingår i släktet Mycalesis och familjen praktfjärilar. Inga underarter finns listade i Catalogue of Life.